# Baryš (přítok Sury)
Baryš (rusky Барыш) je řeka v Uljanovské oblasti v Rusku. Je 247 km dlouhá. Povodí má rozlohu 5 800 km².

## Průběh toku
Protéká přes Povolžskou vrchovinu. Ústí zprava do Sury (povodí Volhy) na 320 říčním kilometru.

## Vodní režim
Zdrojem vody jsou převážně sněhové a dešťové srážky. Zamrzá v listopadu a rozmrzá v dubnu.

## Využití
Vodní doprava není možná. Na řece leží město Baryš.